# Николић (Дојран)
Николић (мкд. Николиќ) је насеље у Северној Македонији, у крајње југоисточном делу државе. Николић је насеље у оквиру општине Дојран.

## Географија
Николић је смештен у крајње југоисточном делу Северне Македоније, недалеко од границе са Грчком, која се пружа 1 километар источно од насеља. Од најближег града, Ђевђелије, насеље је удаљено 40 km источно.
Насеље Николић се налази у историјској области Дојранско. Село је смештено на северној обали Дојранског језера, које Северна Македонија дели са Грчком. Северно од насеља издиже се планина Беласица. Насеље је положено на приближно 190 метара надморске висине. 
Месна клима је измењена континентална са значајним утицајем Егејског мора (жарка лета).

## Становништво
Николић је према последњем попису из 2002. године имао 541 становника.
Већинско становништво у насељу су етнички Македонци (95%), а мањина су Срби (4%).
Претежна вероисповест месног становништва је православље.